# Усович, Светлана Викторовна
Светла́на Ви́кторовна Усо́вич (бел. Святлана Віктараўна Вусовіч; род. 14 октября 1980, Засовье, Минская область) — белорусская легкоатлетка, специалистка по бегу на короткие и средние дистанции. Выступала за сборную Белоруссии по лёгкой атлетике в 2001—2012 годах, обладательница двух серебряных медалей чемпионатов мира в помещении, двукратная чемпионка Европы в помещении, победительница и призёрка первенств национального значения, действующая рекордсменка страны в беге на 400 метров и в эстафете 4 × 400 метров в помещении, участница трёх летних Олимпийских игр. Мастер спорта Республики Беларусь международного класса.

## Биография
Светлана Усович родилась 14 октября 1980 года в деревне Засовье Логойского района Минской области Белорусской ССР. Детство провела в городе Червень, здесь во время учёбы в пятом классе школы стала заниматься лёгкой атлетикой в местной Детско-юношеской спортивной школе. Первый тренер — Светлана Николаевна Курьянчик.
С 1996 года проходила подготовку в Республиканском государственном училище олимпийского резерва в Минске под руководством тренера Виктории Семёновны Божидаровой, позже на протяжении всей спортивной карьеры была подопечной Игоря Владимировича Захаревича. Тренировалась и часто выступала вместе с младшей сестрой Илоной, которая тоже добилась больших успехов в спринтерских дисциплинах.
Впервые заявила о себе на международном уровне в сезоне 2001 года, когда вошла в состав белорусской национальной сборной и выступила в эстафете 4 × 400 метров на чемпионате мира в Эдмонтоне. Будучи студенткой, представляла страну на Универсиаде в Пекине, где в той же дисциплине выиграла бронзовую медаль.
В 2002 году в эстафете 4 × 400 метров одержала победу на чемпионате Европы в помещении в Вене, стала шестой на чемпионате Европы в Мюнхене.
В 2003 году показала шестой результат в беге на 400 метров на чемпионате мира в помещении в Бирмингеме, бежала индивидуальные 400 метров и эстафету 4 × 400 метров на чемпионате мира в Париже.
На чемпионате мира в помещении 2004 года в Будапеште стала шестой на 400-метровой дистанции и выиграла серебряную медаль в эстафете 4 × 400 метров, пропустив вперёд команду из России. Находясь в числе лидеров белорусской легкоатлетической команды, благополучно прошла отбор на летние Олимпийские игры в Афинах — в дисциплине 400 метров дошла до стадии полуфиналов, тогда как в эстафете вместе с Натальей Сологуб, Ириной Хлюстовой и сестрой Илоной остановилась на предварительном квалификационном этапе.
В 2005 году в беге на 400 метров получила серебро на чемпионате Европы в помещении в Мадриде, установив при этом ныне действующий национальный рекорд Белоруссии — 50,55. На чемпионате мира в Хельсинки дошла до полуфинала в беге на 800 метров.
На чемпионате Европы 2006 года в Гётеборге стала серебряной призёркой в эстафете 4 × 400 метров, уступив в финале только команде России.
В 2007 году с национальным рекордом Белоруссии 3:27,83 победила в эстафете 4 × 400 метров на чемпионате Европы в помещении в Бирмингеме, позже победила в беге на 800 метров и в эстафете 4 × 400 метров на Кубке Европы в Мюнхене, где так же установила национальный рекорд — 3:23,67. На последовавшем чемпионате мира в Осаке стала пятой в эстафете, ещё улучшив национальный рекорд — 3:21,88, и шестой на дистанции 800 метров.
В 2008 году заняла второе место в эстафете 800 + 600 + 400 + 200 метров на Кубке Европы в помещении в Москве. В эстафете 4 × 400 метров получила серебро на чемпионате мира в помещении в Валенсии. На Олимпийских играх в Пикине стала в эстафетной программе четвёртой, в то время как в беге на 800 метров дошла до полуфинальной стадии.
После пекинской Олимпиады Усович осталась действующей спортсменкой на ещё один олимпийский цикл и продолжила принимать участие в крупнейших международных стартах. Так, в 2010 году в Суперлиге командного чемпионата Европы в Бергене она финишировала третьей в беге на 400 метров. Бежала 800 метров и эстафету 4 × 400 метров на чемпионате Европы в Барселоне.
В 2011 году в эстафете 4 × 400 метров заняла шестое место на чемпионате мира в Тэгу.
В 2012 году в той же дисциплине показала пятый результат на чемпионате мира в помещении в Стамбуле. На Олимпийских играх в Лондоне в беге на 400 метров и в эстафете не смогла преодолеть предварительные квалификационные этапы.
В 2016 году перепроверка допинг-пробы, взятой у Светланы Усович на Олимпиаде в Пекине, показала наличие запрещённого стероидного препарата туринабола. В результате все её результаты, показанные в период с 15 августа 2008 года по 14 августа 2010 года были аннулированы, в том числе был аннулирован результат белорусской эстафетной команды в Пекине (белорусские бегуньи переместились с четвёртой строки на третью и могли стать бронзовыми призёрками, так как ранее МОК дисквалифицировал и ставшую второй команду России).